# Jonas Eriksson
Jonas Eriksson est un arbitre suédois de football né le 28 mars 1974. Il habite à Sigtuna en Suède.

## Biographie
Il est devenu arbitre FIFA à l'âge de 28 ans.
Il arbitre la Supercoupe de l'UEFA 2013 entre le Bayern Munich et le Chelsea FC et la finale de Ligue Europa 2015-2016 entre le Liverpool FC et le Séville FC.
La FIFA fait appel à lui pour la Coupe du monde 2014, compétition dans laquelle il a arbitré États-Unis-Ghana, Brésil-Cameroun et Argentine-Suisse.
Il figure dans la liste des 18 arbitres pour l'Euro 2016 de football en France.
Jonas Eriksson est également un homme d'affaires , sa société " Iec in Sport ", basée en Suède, est spécialisée dans l'acquisition et la vente de droits TV de manifestations sportives : Lagardère investit dans 15% d'Iec in Sport en 2007 pour un montant de dix millions d'euros .
En 2011 Jonas Eriksson continue d'arbitrer et met un terme à sa vie d'homme d'affaires  « Tout cet argent gagné n'a rien changé, la meilleure chose que je sais faire dans ma vie, c'est toujours arbitrer un match de football.» 